# FIBA Euroleague 1999/2000
Die Saison 1999/2000 war die 43. und letzte Spielzeit der FIBA Euroleague, die von der FIBA Europa veranstaltet und bis 1991 als FIBA Europapokal der Landesmeister sowie von 1991 bis 1996 als FIBA European Championship bezeichnet wurde.
Im Jahr 2000 traten viele der bedeutendsten Klubs der unabhängigen Vereinigung ULEB bei mit dem Ziel einen eigenen, wirtschaftlich moderneren und effizienteren Wettbewerb ins Leben zu rufen, was mit der EuroLeague auch realisiert wurde. Daraufhin stellte die FIBA ihre FIBA Euroleague ein und versuchte mit der Errichtung der FIBA Suproleague ein Gegengewicht herzustellen, was aber nach nur einer durchgeführten Saison scheiterte.
Den Titel gewann zum zweiten Mal Panathinaikos Athen aus Griechenland.

## Format

### Teilnehmer
Es nahmen 24 Mannschaften am Wettbewerb teil, darunter der Titelverteidiger aus dem Vorjahr und die Meister sämtlicher nationalen Ligen. Die besten nationalen Ligen in Europa durften zudem bis zu zwei weitere Mannschaften teilnehmen lassen. Die Anzahl an Vereinen pro Nationen in der Übersicht:
- 3 Teilnehmer:  Frankreich,  Griechenland,  Italien,  Spanien,  Türkei
- 2 Teilnehmer:  BR Jugoslawien,  Slowenien,  Russland
- 1 Teilnehmer:  Deutschland,  Israel,  Kroatien

### Modus
- Erste Gruppenphase:
  - Es wurden vier Gruppen mit je sechs Mannschaften gebildet. Das Format war ein Rundenturnier, jeder spielte zweimal gegen jeden, sodass ein jedes Team 10 Spiele absolvierte. Nach dieser Gruppenphase war noch keine Mannschaft ausgeschieden, stattdessen wurden alle Mannschaften in die zweite Gruppenphase mit anderen Gruppenzusammensetzungen transferiert, wobei die bisher erspielten Resultate „mitgenommen“ wurden.
- Zweite Gruppenphase:
  - Es wurden erneut vier Gruppen mit je sechs Mannschaften gebildet. Die drei Besten einer Gruppe trafen dabei auf die drei Schlechtesten einer anderen Gruppe. Spiele gab es von nun an nur noch zwischen „neuen“ Gegner, Mannschaften die sich bereits in der ersten Gruppenphase duellierten trafen also nicht nochmal aufeinander. Die vier Gruppenbesten einer jeden Gruppe erreichten das Achtelfinale.
- Achtelfinale, Viertelfinale und Final Four:
  - Das Achtel- und Viertelfinale wurde im „Best-of-Three“ ausgetragen. Im Achtelfinale trafen dabei die Gruppenersten auf die Gruppenvierten und die Gruppenzweiten auf die Gruppendritten aus jeweils anderen Gruppen. Das erste Spiel fand in der Halle des jeweils besser Platzierten statt, dass zweite in der Halle des Schlechterplatzierten und das falls nötig dritte Spiel wieder in der Halle des Besserplatzierten. Die vier Sieger des Viertelfinals erreichten das Final Four, aus welchem der Sieger des Wettbewerbs hervorging.

## Gruppenphase

### 1. Gruppenphase
| - 1. Spieltag: 23. September 1999 - 2. Spieltag: 30. September 1999 - 3. Spieltag: 7. Oktober 1999 - 4. Spieltag: 21. Oktober 1999 - 5. Spieltag: 28. Oktober 1999 | - 6. Spieltag: 4. November 1999 - 7. Spieltag: 11. November 1999 - 8. Spieltag: 18. November 1999 - 9. Spieltag: 9. Dezember 1999 - 10. Spieltag: 16. Dezember 1999 |

#### Gruppe A
| Team                      | Sp | S | N | P+  | P-  |
| ------------------------- | -- | - | - | --- | --- |
| 1. FC Barcelona           | 10 | 9 | 1 | 780 | 685 |
| 2. ZSKA Moskau            | 10 | 7 | 3 | 754 | 705 |
| 3. Benetton Treviso       | 10 | 6 | 4 | 700 | 675 |
| 4. PAOK Thessaloniki      | 10 | 5 | 5 | 730 | 680 |
| 5. Cholet Basket          | 10 | 2 | 8 | 640 | 711 |
| 6. KK Roter Stern Belgrad | 10 | 1 | 9 | 636 | 784 |

|           | Barcelona   | Moskau | Treviso | PAOK  | Cholet | Belgrad |
| --------- | ----------- | ------ | ------- | ----- | ------ | ------- |
| Barcelona | *           | 75:67  | 69:51   | 76:55 | 71:62  | 90:67   |
| Moskau    | 76:72       | *      | 77:75   | 71:82 | 74:54  | 86:62   |
| Treviso   | 68:72       | 61:81  | *       | 69:66 | 73:57  | 88:63   |
| PAOK      | 83:87       | 83:63  | 66:72   | *     | 83:76  | 82:53   |
| Cholet    | 70:77       | 76:79  | 64:73   | 48:66 | *      | 69:59   |
| Belgrad   | 86:91 n. V. | 65:80  | 60:70   | 65:64 | 56:64  | *       |

#### Gruppe B
| Team                   | Sp | S | N | P+  | P-  |
| ---------------------- | -- | - | - | --- | --- |
| 1. Panathinaikos Athen | 10 | 9 | 1 | 802 | 690 |
| 2. KK Union Olimpija   | 10 | 5 | 5 | 776 | 791 |
| 3. Real Madrid         | 10 | 5 | 5 | 714 | 743 |
| 4. Alba Berlin         | 10 | 5 | 5 | 734 | 747 |
| 5. Tofaş Spor Kulübü   | 10 | 4 | 6 | 715 | 738 |
| 6. Žalgiris Kaunas     | 10 | 2 | 8 | 719 | 751 |

|        | Athen | Union  | Madrid | Berlin | Spor  | Kaunas      |
| ------ | ----- | ------ | ------ | ------ | ----- | ----------- |
| Athen  | *     | 100:80 | 96:69  | 70:72  | 79:74 | 86:82 n. V. |
| Union  | 71:86 | *      | 73:63  | 78:83  | 87:92 | 76:64       |
| Madrid | 63:66 | 76:74  | *      | 90:75  | 77:73 | 60:70       |
| Berlin | 54:73 | 69:74  | 84:78  | *      | 81:55 | 80:64       |
| Spor   | 59:64 | 74:78  | 67:71  | 76:66  | *     | 77:73       |
| Kaunas | 66:82 | 84:85  | 65:67  | 89:70  | 62:68 | *           |

#### Gruppe C
| Team                      | Sp | S | N | P+  | P-  |
| ------------------------- | -- | - | - | --- | --- |
| 1. ASVEL Lyon             | 10 | 8 | 2 | 711 | 645 |
| 2. Olympiakos Piräus      | 10 | 6 | 4 | 668 | 627 |
| 3. Maccabi Elite Tel Aviv | 10 | 6 | 4 | 773 | 714 |
| 4. Ülkerspor              | 10 | 5 | 5 | 756 | 770 |
| 5. Varese Roosters        | 10 | 3 | 7 | 715 | 762 |
| 6. KK Pivovarna Laško     | 10 | 2 | 8 | 712 | 817 |

|          | Lyon  | Piräus | Tel Aviv | Ülker | Varese | Laško  |
| -------- | ----- | ------ | -------- | ----- | ------ | ------ |
| Lyon     | *     | 61:54  | 70:65    | 60:59 | 84:71  | 100:58 |
| Piräus   | 65:55 | *      | 65:63    | 62:73 | 62:69  | 79:68  |
| Tel Aviv | 73:61 | 54:65  | *        | 89:74 | 87:66  | 84:62  |
| Ülker    | 73:80 | 64:86  | 85:79    | *     | 79:70  | 68:78  |
| Varese   | 58:60 | 57:74  | 79:87    | 82:86 | *      | 80:70  |
| Laško    | 69:80 | 63:56  | 87:92    | 84:95 | 73:83  | *      |

#### Gruppe D
| Team                      | Sp | S | N | P+  | P-  |
| ------------------------- | -- | - | - | --- | --- |
| 1. Efes Pilsen            | 10 | 6 | 4 | 707 | 678 |
| 2. KK Cibona Zagreb       | 10 | 6 | 4 | 744 | 759 |
| 3. Paf Wennington Bologna | 10 | 6 | 4 | 729 | 703 |
| 4. KK Budućnost Podgorica | 10 | 5 | 5 | 760 | 746 |
| 5. Caja Sevilla           | 10 | 5 | 5 | 699 | 689 |
| 6. EB Pau-Orthez          | 10 | 2 | 8 | 686 | 750 |

|           | Efes  | Zagreb | Bologna | Podgorica | Sevilla | Orthez |
| --------- | ----- | ------ | ------- | --------- | ------- | ------ |
| Efes      | *     | 69:60  | 99:63   | 73:67     | 73:57   | 69:65  |
| Zagreb    | 71:69 | *      | 71:61   | 69:63     | 93:87   | 71:69  |
| Bologna   | 76:56 | 92:78  | *       | 72:73     | 69:63   | 83:58  |
| Podgorica | 86:80 | 95:90  | 75:83   | *         | 88:65   | 68:71  |
| Sevilla   | 62:43 | 79:59  | 60:52   | 75:73     | *       | 77:60  |
| Orthez    | 71:76 | 75:82  | 70:78   | 68:72     | 79:74   | *      |

### 2. Gruppenphase
| - 1. Spieltag: 6. Januar 2000 - 2. Spieltag: 13. Januar 2000 - 3. Spieltag: 20. Januar 2000 | - 4. Spieltag: 3. Februar 2000 - 5. Spieltag: 10. Februar 2000 - 6. Spieltag: 17. Februar 2000 |

#### Gruppe E
| Team                 | Sp | S  | N  | P+   | P-   |
| -------------------- | -- | -- | -- | ---- | ---- |
| 1. FC Barcelona      | 16 | 12 | 4  | 1183 | 1091 |
| 2. ZSKA Moskau       | 16 | 9  | 7  | 1216 | 1182 |
| 3. Benetton Treviso  | 16 | 9  | 7  | 1156 | 1139 |
| 4. Alba Berlin       | 16 | 9  | 7  | 1174 | 1186 |
| 5. Tofaş Spor Kulübü | 16 | 8  | 8  | 1193 | 1171 |
| 6. Žalgiris Kaunas   | 16 | 4  | 12 | 1148 | 1200 |

|           | Barcelona | Moskau | Treviso | Berlin | Spor  | Kaunas |
| --------- | --------- | ------ | ------- | ------ | ----- | ------ |
| Barcelona | *         | —      | —       | 66:67  | 68:65 | 66:64  |
| Moskau    | —         | *      | —       | 71:76  | 90:85 | 76:64  |
| Treviso   | —         | —      | *       | 86:78  | 66:77 | 88:75  |
| Berlin    | 72:64     | 81:76  | 66:76   | *      | —     | —      |
| Spor      | 78:71     | 87:73  | 86:65   | —      | *     | —      |
| Kaunas    | 60:68     | 84:76  | 82:75   | —      | —     | *      |

#### Gruppe F
| Team                      | Sp | S  | N  | P+   | P-   |
| ------------------------- | -- | -- | -- | ---- | ---- |
| 1. Panathinaikos Athen    | 16 | 13 | 3  | 1246 | 1084 |
| 2. KK Union Olimpija      | 16 | 10 | 6  | 1201 | 1175 |
| 3. Real Madrid            | 16 | 10 | 6  | 1227 | 1187 |
| 4. PAOK Thessaloniki      | 16 | 7  | 9  | 1140 | 1114 |
| 5. Cholet Basket          | 16 | 3  | 13 | 1054 | 1186 |
| 6. KK Roter Stern Belgrad | 16 | 2  | 14 | 1034 | 1257 |

|         | Athen | Union | Madrid      | PAOK  | Cholet | Belgrad |
| ------- | ----- | ----- | ----------- | ----- | ------ | ------- |
| Athen   | *     | —     | —           | 71:75 | 85:50  | 67:58   |
| Union   | —     | *     | —           | 69:63 | 69:55  | 59:47   |
| Madrid  | —     | —     | *           | 72:61 | 86:79  | 98:78   |
| PAOK    | 69:77 | 70:74 | 72:71       | *     | —      | —       |
| Cholet  | 81:68 | 66:77 | 83:90 n. V. | —     | *      | —       |
| Belgrad | 61:76 | 83:77 | 71:96       | —     | —      | *       |

#### Gruppe G
| Team                      | Sp | S  | N  | P+   | P-   |
| ------------------------- | -- | -- | -- | ---- | ---- |
| 1. Maccabi Elite Tel Aviv | 16 | 12 | 4  | 1182 | 1050 |
| 2. ASVEL Lyon             | 16 | 11 | 5  | 1107 | 1056 |
| 3. Olympiakos Piräus      | 16 | 10 | 6  | 1117 | 1045 |
| 4. KK Budućnost Podgorica | 16 | 7  | 9  | 1164 | 1168 |
| 5. Caja Sevilla           | 16 | 6  | 10 | 1068 | 1107 |
| 6. EB Pau-Orthez          | 16 | 4  | 12 | 1078 | 1164 |

|           | Tel Aviv | Lyon  | Piräus | Podgorica | Sevilla | Orthez |
| --------- | -------- | ----- | ------ | --------- | ------- | ------ |
| Tel Aviv  | *        | —     | —      | 74:60     | 66:54   | 65:55  |
| Lyon      | —        | *     | —      | 57:83     | 75:64   | 76:61  |
| Piräus    | —        | —     | *      | 89:61     | 74:63   | 77:73  |
| Podgorica | 59:67    | 59:65 | 82:70  | *         | —       | —      |
| Sevilla   | 51:75    | 72:62 | 65:66  | —         | *       | —      |
| Orthez    | 57:62    | 72:61 | 74:73  | —         | —       | *      |

#### Gruppe H
| Team                      | Sp | S  | N  | P+   | P-   |
| ------------------------- | -- | -- | -- | ---- | ---- |
| 1. Efes Pilsen            | 16 | 11 | 5  | 1221 | 1142 |
| 2. Paf Wennington Bologna | 16 | 10 | 6  | 1198 | 1145 |
| 3. KK Cibona Zagreb       | 16 | 10 | 6  | 1201 | 1207 |
| 4. Ülkerspor              | 16 | 8  | 8  | 1204 | 1235 |
| 5. Varese Roosters        | 16 | 5  | 11 | 1186 | 1240 |
| 6. KK Pivovarna Laško     | 16 | 2  | 14 | 1147 | 1314 |

|           | Efes  | Bologna | Zagreb | Ülkerspor | Varese | Laško |
| --------- | ----- | ------- | ------ | --------- | ------ | ----- |
| Efes      | *     | —       | —      | 95:74     | 84:74  | 78:68 |
| Bologna   | —     | *       | —      | 79:53     | 91:82  | 81:63 |
| Zagreb    | —     | —       | *      | 64:81     | 75:59  | 88:80 |
| Ülkerspor | 93:87 | 76:68   | 71:72  | *         | —      | —     |
| Varese    | 76:79 | 91:72   | 89:77  | —         | *      | —     |
| Laško     | 79:91 | 77:78   | 68:81  | —         | —      | *     |

## Achtelfinale
- 1. Spiel: 29. Februar 2000
- 2. Spiel: 2. März 2000
- 3. Spiel: 9. März 2000

|                                              | Serie | 1     | 2     | 3     |
| -------------------------------------------- | ----- | ----- | ----- | ----- |
| KK Union Olimpija – Olympiakos Piräus        | 2:1   | 65:61 | 52:68 | 85:67 |
| FC Barcelona – Ülkerspor                     | 2:1   | 78:73 | 60:63 | 86:65 |
| Paf Wennington Bologna – Benetton Treviso    | 2:0   | 82:73 | 77:61 | —     |
| Maccabi Elite Tel Aviv – PAOK Thessaloniki   | 2:1   | 77:62 | 55:67 | 78:62 |
| ZSKA Moskau – KK Cibona Zagreb               | 1:2   | 72:75 | 75:55 | 69:78 |
| Panathinaikos Athen – KK Budućnost Podgorica | 2:1   | 65:59 | 64:77 | 78:61 |
| ASVEL Lyon – Real Madrid                     | 2:0   | 72:59 | 85:73 | —     |
| Efes Pilsen – Alba Berlin                    | 2:0   | 90:81 | 93:73 | —     |

## Viertelfinale
- 1. Spiel: 21. März 2000
- 2. Spiel: 23. März 2000
- 3. Spiel: 30. März 2000

|                                                 | Serie | 1     | 2     | 3     |
| ----------------------------------------------- | ----- | ----- | ----- | ----- |
| FC Barcelona – KK Union Olimpija                | 2:1   | 70:67 | 64:71 | 71:66 |
| Maccabi Elite Tel Aviv – Paf Wennington Bologna | 2:1   | 62:65 | 80:73 | 79:64 |
| Panathinaikos Athen – KK Cibona Zagreb          | 2:0   | 73:62 | 69:63 | —     |
| Efes Pilsen – ASVEL Lyon                        | 2:1   | 93:85 | 60:77 | 68:66 |

## Final Four
Das Final Four fand vom 18. bis 20. April 2000 in der PAOK Sports Arena in Thessaloniki, Griechenland, statt.

### Halbfinale
Die Halbfinalspiele fanden am 18. April 2000 statt.
|                     | Ergebnis |                        |
| ------------------- | -------- | ---------------------- |
| FC Barcelona        | 51:65    | Maccabi Elite Tel Aviv |
| Panathinaikos Athen | 81:71    | Efes Pilsen            |

### Spiel um Platz 3
Das Spiel um Platz 3 fand am 20. April 2000 statt.
|              | Ergebnis |             |
| ------------ | -------- | ----------- |
| FC Barcelona | 69:75    | Efes Pilsen |

### Finale
| Paarung                | Maccabi Elite Tel Aviv – Panathinaikos Athen |
| Ergebnis               | 67:73 |
| Datum                  | 20. April 2000 |
| Halle                  | PAOK Sports Arena, Thessaloniki |
| Zuschauer              | 8.500 |
| Maccabi Elite Tel Aviv | Ariel McDonald 11 Punkte, Derrick Sharp 5, Nadav Henefeld, Dallas Comegys 3, Nate Huffman 26, Mark Brisker 13, Gur Shelef, Doron Sheffer 6, Doron Jamchy 3, Constantin Popa Trainer: Pini Gershon             |
| Panathinaikos Athen    | Ferdinando Gentile 3, Dejan Bodiroga 9, Fragiskos Alvertis 4, Johnny Rogers 4, Željko Rebrača 20, Michael Koch, Antonios Fotsis 9, Nikolaos Boudouris, Pat Burke 7, Oded Kattash 17 Trainer: Željko Obradović |

### Auszeichnungen

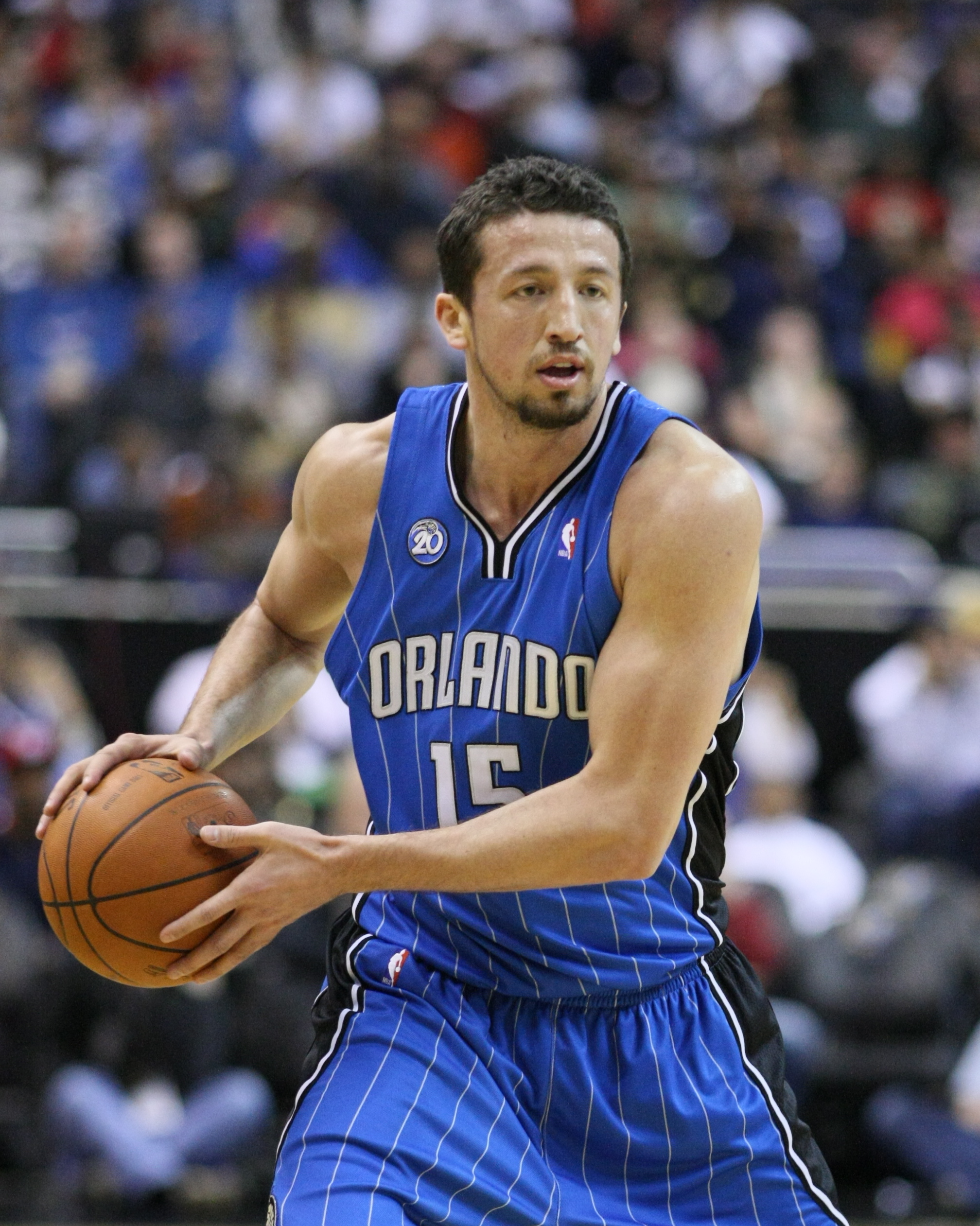
Hidayet Türkoğlu

#### Alphonso Ford Top Scorer Trophy (Topscorer Saison)
- Miljan Goljović (KK Pivovarna Laško)

#### Final FourMVP
- Željko Rebrača (Panathinaikos Athen)

#### Topscorer des Endspiels
- Nate Huffman (Maccabi Elite Tel Aviv): 26 Punkte

#### All-Final Four Team
- Oded Kattash (Panathinaikos Athen)
- Hidayet Türkoğlu (Efes Pilsen)
- Dejan Bodiroga (Panathinaikos Athen)
- Nate Huffman (Maccabi Elite Tel Aviv)
- Željko Rebrača (Panathinaikos Athen)